# Account manager
Account manager je zaměstnanec společnosti, který zodpovídá za řízení prodeje a vztahů se zákazníky. Náplň jeho práce se zároveň liší v závislosti na povaze podnikání. Někdy můžete slyšet i pojem Key account manager, který je zodpovědný za klíčové zákazníky pro dané společnosti.